# Angélique de Maussion
Élisabeth-Angélique de Maussion, född Fougeret 1772, död 1851, var en fransk memoarskrivare. Hon är känd för sina memoarer, Rescapés de Thermidor, som beskriver hennes liv under franska revolutionen.
Hon var dotter till den rika parisiska finansiären Jean Fougeret och Anne-Françoise de Fougeret, och syster till memoarskrivaren Elisa de Ménerville. 
Under skräckväldet blev hela hennes familj fängslade förutom hennes syster, som var utomlands, och hennes far blev avrättad. Hon var amatörkonstnär och utförde miniatyrporträtt av Alexis de Tocquevilles föräldrar medan hon satt i Porte-Libre-fängelset med dem under skräckväldet 1794. Hon gifte sig 1795 med en adelsman, greve Louis de Maussion. 
Hon utgav sina memoarer, Rescapés de Thermidor, som utgavs 1975.